# Chlorocebus djamdjamensis
Chlorocebus djamdjamensis (officiellt svenskt trivialnamn saknas) är en primat i släktet gröna markattor som förekommer i centrala Etiopien.

## Utseende
Individerna har en brunaktig päls på ryggen, på extremiteterna närmast bålen och på huvudets topp. Annars är extremiteterna och svansen täckt av grå päls. Händer och fötter har en mörkgrå till svartbrun färg. Ansiktet är kring ögonen svart och under pannan finns ibland en smal vit remsa. Kinderna och hakan är täckta av en tjock vitt skägg. Kännetecknande är även den jämförelsevis korta svansen som är kortare än övrig kropp.
Hanar är med en kroppslängd (huvud och bål) av cirka 49 cm, en svanslängd av cirka 63 cm och en genomsnittlig vikt av 4,6 kg större än honor. Honor blir ungefär 42,6 cm långa, har en cirka 56 cm lång svans och väger omkring 3,3 kg.

## Utbredning och habitat
Arten lever i Etiopiens högland mellan 2400 och 3000 meter över havet. Den vistas där i bambuskogar. Utbredningsområdet är mindre än 20 000 km².

## Ekologi
Chlorocebus djamdjamensis är aktiv på dagen och klättrar främst i växtligheten men den kommer ibland ner till marken. Den äter huvudsakligen blad och unga skott av bambu samt några frukter, blommor, rötter och ryggradslösa djur.
En eller några få vuxna hanar bildar med flera honor och deras ungar en flock som har 10 till 60 medlemmar. Gruppen lever i ett revir som är 12 till 18 hektar stort. Fortplantningssättet är inte utrett.

## Hot och status
Chlorocebus djamdjamensis hotas av skogens omvandling till jordbruksmark. Ibland dödas en individ när aporna hämtar sin föda från odlade områden. IUCN listar arten som sårbar (VU).